# Дианов, Валиахмет Дианович
Валиахмет Дианович Дианов (тат.  Вәлиәхмәт Диан улы Дианов) (13 марта 1930 — 1981) — советский художник книги, Заслуженный художник БАССР (1969).

## Биография
Валиахмет Дианович Дианов родился в 1930 году в деревне Ново-Мочалей Горьковской области. В 1960 году окончил Полиграфический институт (Московский государственный университет печати) в г. Москве.
Художник книги. С 1961 по 1971 году работал старшим художественным редактором Башкирского книжного издательства в г. Уфе.
Член Союза художников с 1964 г. Заслуженный художник БАССР, 1969.

## Выставки
- Республиканские, Уфа, с 1961 по 1974 г. на всех, кроме молодежной 1972 г.
- Зональные выставки «Урал социалистический»: Свердловск, 1964; Пермь, 1967; Челябинск, 1969; Уфа, 1974.
- Декадная выставка произведений художников БАССР, Москва, Ленинград, 1969.
- Выставка произведений художников 3-х зон, Москва, 1971.
- Выставка произведений художников БАССР, посвященная 100-летию со дня рождения В. И. Ленина, Ульяновск, 1970.
- Всесоюзная художественная выставка, Москва, 1967.
- Всесоюзная художественная выставка, посвященная 100-летию со дня рождения В. И. Ленина, Москва, 1970.

## Основные работы
Иллюстрации к башкирскому эпосу «Кузый курпес», бум. акв., 1961. Иллюстрации к роману Д. Юлтыя «Кровь», бум. акв., 1962. Иллюстрации к роману Г. Ибрагимова «Наши дни», бум. акв., 1962. Иллюстрации к поэме М. Карима «Черные воды», бум. акв., 1965. Иллюстрации к учебнику «Букварь», бум. акв., 1969. Иллюстрации к учебнику «Родная речь», бум. акв., 1969. Песня, автолитография, 1968. Четыре времени года, автолитография, 1968. Иллюстрации к учебнику «Русский язык для нерусских школ», бум. акв., 1969. Иллюстрации к башкирскому эпосу «Акбузат», бум. акв., 1973—1975. Иллюстрации к башкирскому эпосу «Урал батыр», бум. акв., 1973—1975. Иллюстрации к башкирским народным сказкам, бум. акв., 1970—1978.

## Награды
Почетная грамота Президиума Верховного Совета РСФСР, 1970. Почетная грамота Президиума Верховного Совета БАССР, 1969.